# Île Plate (Mauritius)
L'Île Plate (in inglese Flat Island) è una piccola isola che sorge a circa 12 km a nord dalla costa settentrionale di Mauritius.
Attualmente disabitata, l'isola ospita un faro e i resti di una stazione di quarantena attiva tra la seconda metà del XIX secolo e la prima metà del XX secolo.
Dal 1972 l'isola è classificata come riserva naturale.

## Territorio
Con una superficie di circa 253 ha è la più grande del gruppo di isole che sorgono a nord di Mauritius.
Uno stretto braccio di mare separa la estremità sud-orientale dell'île Plate da Îlot Gabriel, piccola isola dalle coste sabbiose protetta come riserva naturale. Al largo della costa settentrionale dell'isola sorge invece Rocher aux Pigeons, un isolotto roccioso su cui nidificano numerose colonie di uccelli marini, che fa parte del Parco nazionale delle Isole minori.

## Flora
Un censimento condotto nel 2007/2008 dalla Università di Mauritius ha classificato 121 specie di piante vascolari, molte delle quali alloctone. Tra gli endemismi presenti meritano di essere segnalati la palma Latania loddigesii, Pandanus vandermeeschii (Pandanaceae), Psiadia arguta (Asteraceae), nonché alcune popolazioni reintrodotte di Dracaena concinna (Agavaceae) e Aloe tormentorii (Xanthorrhoeaceae), importate dall'isola di Coin de Mire.

## Fauna
Gli unici mammiferi presenti sull'isola sono tre specie di pipistrelli: la volpe volante delle Mascarene (Pteropus niger), il pipistrello delle tombe di Mauritius (Taphozous mauritianus) e il molosside di Mauritius (Mormopterus acetabulosus).
Sull'isola nidificano tre specie di uccelli marini: la berta del Pacifico (Ardenna pacifica), il fetonte codarossa (Phaethon rubricauda) e il fetonte codabianca (Phaethon lepturus). La ricca vegetazione dell'interno dell'isola unita alla presenza di zone umide favoriscono anche la nidificazione dell'airone striato (Butorides striata) e attraggono occasionalmente anche il chiurlo piccolo (Numenius phaeopus), la pivieressa (Pluvialis squatarola) e il voltapietre (Arenaria interpres). È inoltre segnalato l'insediamento di alcune specie esotiche come la maina comune (Acridotheres tristis), il bulbul dai mustacchi rossi (Pycnonotus jocosus) e il passero europeo (Passer domesticus).
L'isola ospitava in passato la popolazione più numerosa dello scinco di Boyer (Gongylomorphus bojerii), un tempo molto comune sull'isola di Mauritius, e oggi considerato specie in pericolo critico di estinzione. La popolazione è stata decimata a seguito dell'arrivo sull'isola del toporagno muschiato (Suncus murinus). Altri rettili presenti sono lo scinco di Bouton (Cryptoblepharus boutonii), il felsuma di Mauritius (Phelsuma ornata) e il geco notturno di Coin de Mire (Nactus coindemirensis). Sono inoltre state introdotte sull'isola tre specie esotiche: i gechi Hemidactylus frenatus e Gehyra mutilata e il serpente fossoriale Indotyphlops braminus (Typhlopidae).